# Afinidad electrónica

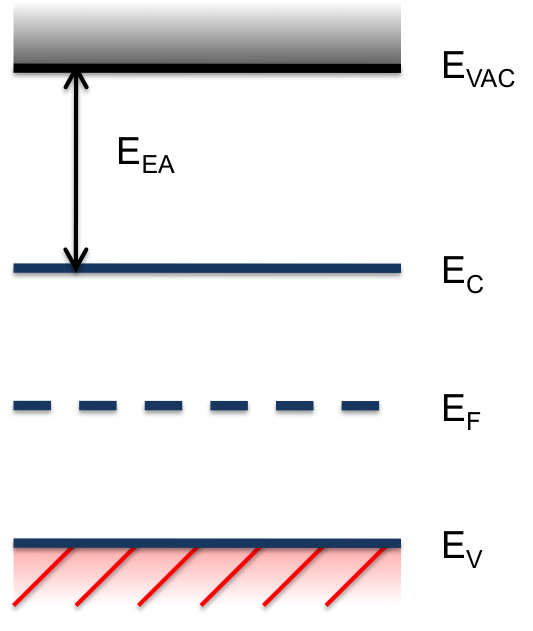
Afinidad electrónica EEA en un diagrama de bandas; EVAC, EC, EF, EV significan energía del vacío, banda de conducción, energía de Fermi y banda de valencia

La afinidad electrónica o electroafinidad se define como la energía liberada cuando un átomo gaseoso neutro en su estado fundamental captura un electrón y forma un ion mononegativo.
{\displaystyle \mathrm {X(g)+e^{-}} \longrightarrow \mathrm {X^{-}(g)} +E_{\rm {ea}}\,}.
Dado que se trata de energía liberada, pues normalmente al insertar un electrón en un átomo predomina la fuerza atractiva del núcleo, tiene signo negativo. En los casos en los que la energía sea absorbida, cuando ganan las fuerzas de repulsión, tendrán signo positivo; Eea se expresa comúnmente en el Sistema Internacional de Unidades, el kJ·mol-1.
También podemos recurrir al proceso contrario para determinar la primera afinidad electrónica, ya que sería la energía consumida en arrancar un electrón a la especie aniónica mononegativa en estado gaseoso de un determinado elemento; evidentemente la entalpía correspondiente Eea tiene signo negativo, salvo para los gases nobles y metales alcalinotérreos. Este proceso equivale al de la energía de ionización de un átomo, por lo que la Eea sería por este formalismo la energía de ionización de orden cero.
Esta propiedad nos sirve para prever qué elementos generarán con facilidad especies aniónicas estables, aunque no hay que relegar otros factores: tipo de contraión, estado sólido, ligando-disolución, etc.

## Métodos para determinar la afinidad electrónica
En muchos casos se puede medir de forma directa mediante el empleo de haces de electrones que chocan contra los átomos en fase gaseosa. De una forma menos precisa se puede estimar por extrapolación de los valores de las diferentes energías de ionización disponibles para el átomo considerando: Ei,1, Ei,2, etc.

## Tendencias generales
La afinidad electrónica aumenta cuando el tamaño del átomo disminuye, el efecto pantalla no es potente o cuando crece el número atómico. Visto de otra manera: la afinidad electrónica aumenta de izquierda a derecha, y de abajo hacia arriba, al igual que lo hace la electronegatividad. En la tabla periódica tradicional no es posible encontrar esta información.
Los elementos del bloque p, y en concreto los del grupo 17, son los que tienen las mayores afinidades electrónicas, mientras que los átomos con configuraciones externas s2 (Be, Mg, Zn), s2p6 (Ne, Ar, Kr) junto con los que tienen semilleno el conjunto de orbitales p (N, P, As) son los de más baja Eea. Esto último demuestra la estabilidad cuántica de estas estructuras electrónicas que no admiten ser perturbadas de forma fácil. Los elementos que presentan mayores Eea son el flúor y sus vecinos más próximos O, S, Se, Cl y Br -aumento destacado de la carga nuclear efectiva que se define en esta zona de la tabla periódica-, salvo los gases nobles que tienen estructura electrónica cerrada de alta estabilidad y cada electrón que se les inserte debe ser colocado en una capa superior vacía.
Vamos a destacar algunos aspectos relacionados con la Eea que se infieren por el puesto y zona del elemento en la tabla periódica:
- Los elementos situados en la parte derecha de la tabla periódica, bloque p, son los de afinidades electrónicas favorables, manifestando su carácter claramente no metálico.
- Las afinidades electrónicas más elevadas son para los elementos del grupo 17, seguidos por los del grupo 16.
- Es sorprendente que el flúor tenga menor afinidad que el cloro, pero al colocar un electrón en el F, un átomo más pequeño que el Cl, se deben vencer fuerzas repulsivas entre los electrones de la capa de valencia. A partir del cloro la tendencia es la esperada en función de la mayor distancia de los electrones exteriores al núcleo.
- El nitrógeno tiene una afinidad electrónica muy por debajo de sus elementos vecinos, tanto del periodo como de su grupo, lo que es debido a su capa de valencia semillena que es muy estable.
- Los restantes elementos del grupo 15 sí presentan afinidades electrónicas más favorables, a pesar de la estabilidad de la capa semillena, porque el aumento del tamaño hace que esa capa exterior esté separada del núcleo por otras intermedias.
- Hay que destacar también el papel del hidrógeno, ya que su afinidad no es muy alta, pero lo suficiente para generar el ion H- que es muy estable en hidruros iónicos y especies complejas. Aquí también podemos aplicar el razonamiento análogo al del flúor, porque tenemos un átomo todavía más pequeño y queremos adicionarle un electrón venciendo las fuerzas repulsivas del electrón 1s1.
- Con relación al bloque d hay que fijarse en el caso especial del oro pues su afinidad electrónica, -223 kJ·mol−1, es comparable a la del yodo con -295 kJ·mol−1, con lo que es factible pensar en el anión Au-. Se han logrado sintetizar compuestos iónicos de oro del tipo RbAu y CsAu, con la participación de los metales alcalinos más electropositivos. En ellos se alcanza la configuración tipo pseudogas noble del Hg (de 6s1 a 6s2) para el ion Au- (contracción lantánida + contracción relativista máxima en el Au).

| Grupo   | 1      | 2     | 3      | 4      | 5      | 6      | 7      | 8       | 9       | 10      | 11      | 12    | 13     | 14      | 15      | 16      | 17      | 18    |  |
| Periodo |        |       |        |        |        |        |        |         |         |         |         |       |        |         |         |         |         |       |  |
| 1       | H -73  |       |        |        |        |        |        |         |         |         |         |       |        |         |         |         |         | He 21 |  |
| 2       | Li -60 | Be 19 |        |        |        |        |        |         |         |         |         |       | B -27  | C -122  | N 7     | O -141  | F -328  | Ne 29 |  |
| 3       | Na -53 | Mg 19 |        |        |        |        |        |         |         |         |         |       | Al -43 | Si -134 | P -72   | S -200  | Cl -349 | Ar 35 |  |
| 4       | K -48  | Ca 10 | Sc -18 | Ti -8  | V -51  | Cr -64 | Mn     | Fe -16  | Co -64  | Ni -112 | Cu -118 | Zn 47 | Ga -29 | Ge -116 | As -78  | Se -195 | Br -325 | Kr 39 |  |
| 5       | Rb -47 | Sr    | Y -30  | Zr -41 | Nb -86 | Mo -72 | Tc -53 | Ru -101 | Rh -110 | Pd -54  | Ag -126 | Cd 32 | In -29 | Sn -116 | Sb -103 | Te -190 | I -295  | Xe 41 |  |
| 6       | Cs -45 | Ba    | Lu     | Hf     | Ta -31 | W -79  | Re -14 | Os -106 | Ir -151 | Pt -205 | Au -223 | Hg 61 | Tl -20 | Pb -35  | Bi -91  | Po -183 | At -270 | Rn 41 |  |
| 7       | Fr -44 | Ra    | Lr     | Rf     | Db     | Sg     | Bh     | Hs      | Mt      | Ds      | Rg      | Cn    | Nh     | Fl      | Mc      | Lv      | Ts      | Og    |  |
|         |        |       |        |        |        |        |        |         |         |         |         |       |        |         |         |         |         |       |  |